# 礼冠

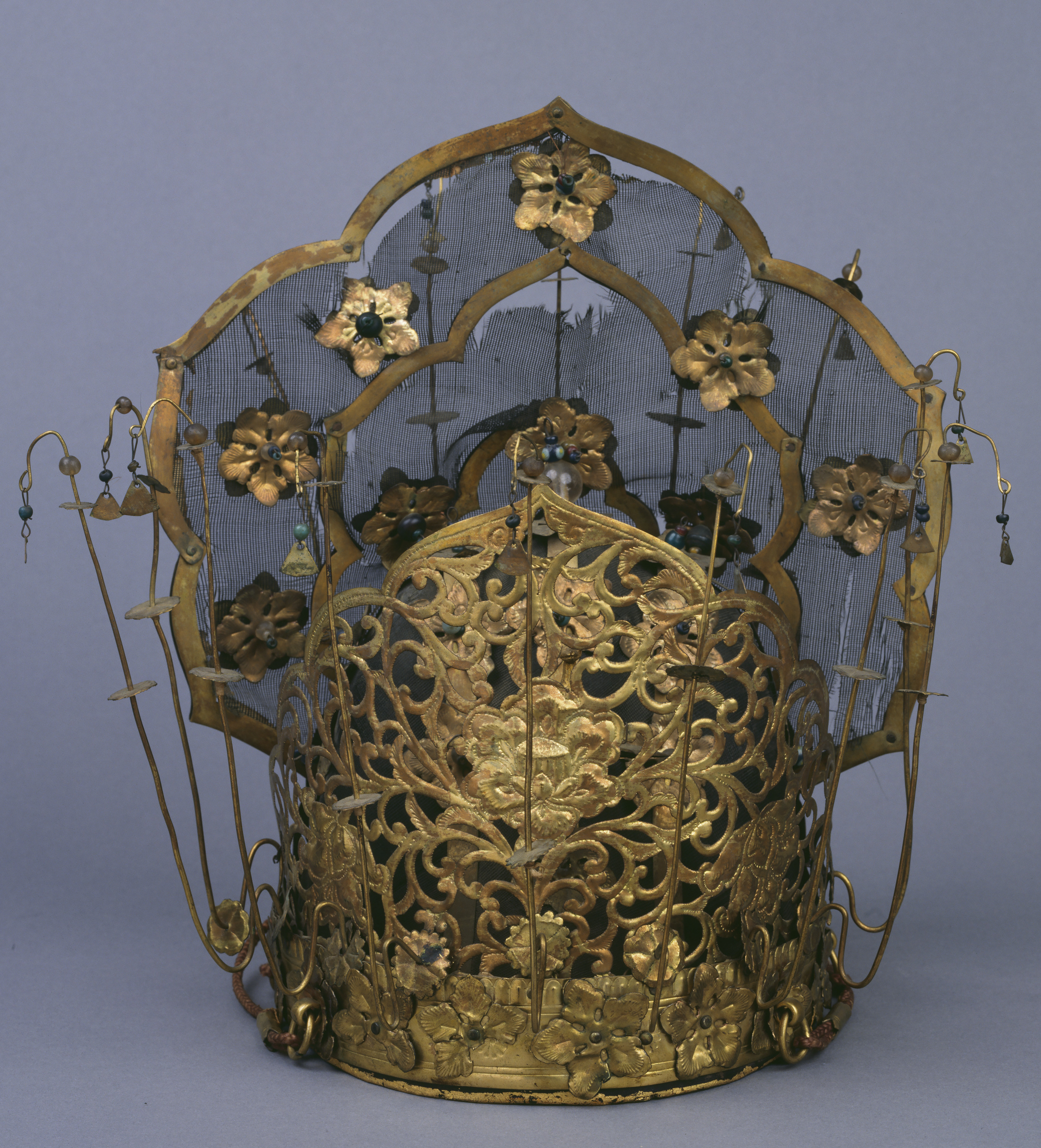
現存最古の礼冠、16世紀。五条為良が後陽成天皇の即位礼で使用したもの。

礼冠（らいかん、旧字体：禮冠）は、即位の礼や朝賀の儀式の際に礼服とともに着用された日本の冠。文武の区別があり、孝明天皇の即位の礼まで使用された。

## 概要
古代の日本では、草木の花、枝、葉を髪飾りとして頭に挿したり巻いたりする風習があった。こうした髪飾りを髻華（うず）や鬘（かづら）と呼んだ。のちには金属製の花飾りも髻華と呼ぶようになる。
推古天皇のとき、冠位十二階が制定されると、等級別に色分けされた布製の冠に金銀の髻華を挿した。
8世紀の『大宝律令』並びに『養老律令』の衣服令で、皇太子以下が着用する礼服、朝服、制服が制定された。礼冠は礼服とともに朝賀や即位の儀式に着用する最高礼装であったが、のちに朝賀が廃されると、即位の礼のみに使用されるようになった。
礼冠は親王以下五位以上の者が使用した。天皇と皇太子は冕冠を用いたが、広義の意味で礼冠とも称する。当初は礼冠は文官のもののみであったが、のちに武官用の武礼冠が制定された。礼冠は孝明天皇の即位の礼まで用いられた。宝玉の飾りが多く付くことから玉冠とも言う。
礼冠の構造は布製の内冠と、それを取り囲む金属製の外冠からなり、さらにその周りに花茎が立ち並び、冠後部には光背のような花弁型の飾りが付く。外冠の花唐草文様の意匠は、古来の髻華や鬘、また制度化された冠位十二階以来の系譜を受け継ぐものであると考えられている。

## 種類と構成

### 文官
文官の礼冠の構成は以下の通りである。

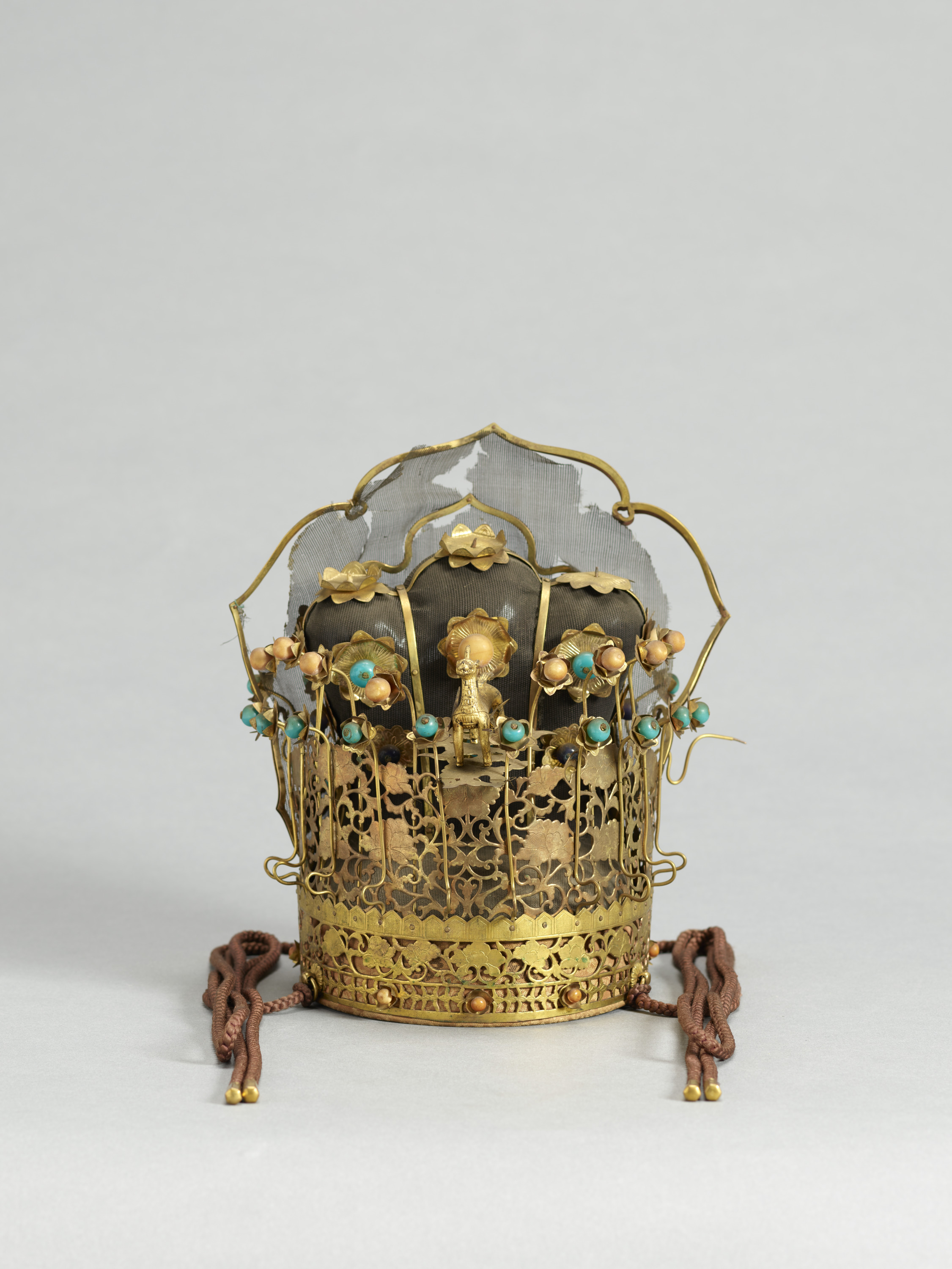
礼冠（18世紀）。徴の麒麟は諸臣の礼冠であることを表す

- 三山冠（さんざんかん）： 内冠に相当する部分で、髻（もとどり）をおさめる巾子（こじ）が三山形をなすのでこう呼ぶ。黒漆を塗った羅でつくる。
- 金輪（かなわ）：三山冠を取り囲むように配された外冠。金属製の花唐草文様の透かし彫りからなり、この部分を『貞観儀式』、『延喜式』にある押鬘（おしかずら）と解釈する説がある。位階に応じて金銀を用いる。近世の礼冠ではもっぱら鍍金である。
- 縁辺（えんぺん）：外冠の下部で頭と接するところ。『貞観儀式』、『延喜式』にある櫛形（くしがた）はこの部分を指すとする説がある。
- 櫛形（くしがた）：三山冠の後ろに光背のように立てられた花弁形の装飾。金属製の枠に黒の薄絹（紗）を張る。漆羅とも呼ばれる。
- 居玉（すえたま）：三山冠の巾子の部分（冠頂）に付けられた宝玉。座と呼ばれる花弁形の金属製薄板が付く。
- 立玉（たてたま）：金属製の棒もしくは針金で茎を作り、その先端に花弁形の金属製薄板を取り付け、中に宝玉を嵌入したもの。外冠の周りに立つ。
- 徴（しるし）:冠前部の「額」に付く神獣を象った飾り。位階に応じて神獣は異なる。近世の礼冠の徴は木製に金箔を貼ったもの。

### 武官

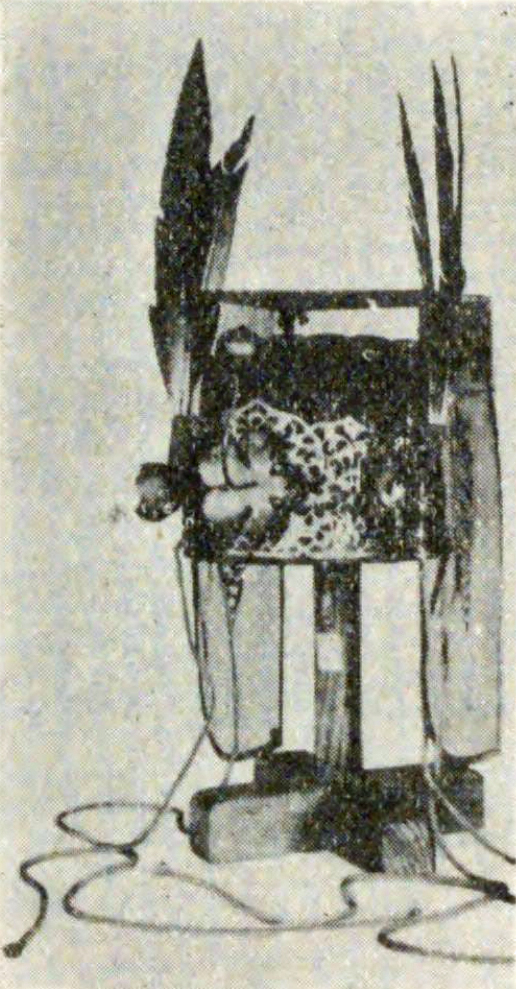
武礼冠、勧修寺経雄蔵

『養老律令』衣服令の武官礼服の条に、武官の冠は「皂羅（くりのうすはたの）冠」、「皂緌（くりのおいかけ）」とある。後世の武官の冠では、黒羅の冠に黒色の緌（おいかけ）と呼ばれる扇状の飾りが左右につくが、同形の冠であったかは不明である。
『貞観儀式』、『延喜式』では、武官の礼冠は「武礼冠」と呼ばれるが、文官の礼冠の規定は詳しいものの、武礼冠の仕様は触れられていない。
藤原定長の『後鳥羽院御即位記』(『参議定長卿記』別記)によれば、武礼冠は「冠下戴烏帽。 入燈心輪三重。有紫緒。自耳外結之。
」とある。冠の下には烏帽（当時は三山冠をこう呼んだという）があってまずそれを被り、冠と烏帽との間に灯心輪（灯心を絹で包んで輪にしたもの）を三重にして入れて、冠が烏帽に深入りしないようにした。冠には紫の組紐が付き、耳の外で結んだという。同記には、武礼冠について『江記』に詳しいとあるが、現存する大江匡房著の『後三条院御即位記』に対応記事は見当たらない。
享保20年（1735年）11月の桜町天皇即位の礼の時に復興されたが(『八槐記』)、その形式は中国の「武弁冠」、「籠冠」などと呼ばれるものに似ており、日本の古資料に基づいたものか、中国資料の援用によるものかは判断しがたい。
『古事類苑』帝王部に所収されている「御即位次第抄」によると、武礼冠は紫の綸子で五山冠を作り、その周囲に金銅製の花唐草文様の透かし彫りをめぐらす。その上に、羅で作った箱形の物を載せ、左右のうなじ後方に黒羅を張り、前面の左右上方に山雉の羽三枚ずつを挿す。

### 宝髻（女性）
狭義の礼冠ではないが、『養老律令』衣服令には、内親王（天皇の娘と姉妹）、女王（内親王以外の女子皇族）、内命婦（五位以上の女子）の礼服に関する記述があり、そこに宝髻（ほうけい）と呼ばれる髪飾りへの言及がある。
それによると、宝髻は金玉、すなわち金と宝玉からなり、髻の緒を飾ることから宝髻と呼ぶとある。その形状は不明であるが、古代の絵画・彫刻や薬師寺吉祥天像に見られる髪飾りのような意匠だったとする説がある。

## 歴史

### 飛鳥時代
『隋書』倭国伝に「隋に至りて、其の王、始めて冠を制す。以錦綵を以て之を為り、金銀鏤花を以て飾と為す」とある。推古天皇の冠位十二階制定に関する言及であり、色とりどりの錦で冠（帽子）を作り、さらに金銀の花飾り（髻華）を付けたという。『日本書紀』推古11年（603年）12月条によると、元日に髻華を装着した。
『旧唐書』倭国日本伝に、武周の武則天に謁見した遣唐使・粟田真人の冠についての記述がある。それによると、粟田は「進徳冠を冠り、其の頂に花を為り、分れて四散せしむ」とある。つまり、粟田は進徳冠（しんとくかん）に似た冠を被っていたが、その頂には花の飾りが付けられており、四方に垂れ下がっていたという。花は髻華を指すと思われる。
また、同書では、冠位十二階について、「貴人は錦帽を戴き、（中略）髪を後に束ね、銀花長さ八寸なるを佩ぶること、左右各々数枝なり、以って貴賤の等級を明かにす」とある。錦で作った帽子に、8寸=24センチの長さの銀の花が左右に数枝ずつ配され、その枝の数で身分差を表したという。
進徳冠とは、次代の天子になるべき太子の専用帽子であったとされ、また貴臣に賜ることもあった。唐の太宗（李世民）が李勣に贈った実物（三梁進徳冠）がその墓から出土している。形状は、金銅製の薄板で枠を作り、革を張り、さらに花唐草文様に切り抜いた革を上から重ねて文様を浮き上がらせる。冠前部はやや低く、後部は盛り上がり、冠頂に3本の梁を渡す。
それゆえ、粟田真人の被っていた冠が進徳冠に似ていたということは、近世の礼冠のように前部が低く後部は髻（もとどり）をおさめる巾子（こじ）があって盛り上がり、その周りを金属製の透かし彫りで囲み、さらに金属製の花飾りを冠の頂部に取り付けていたと思われる。
このように、飛鳥時代の日本の冠には、中国の冠にはない、金属製の花飾りが付き、この意匠はのちの礼冠にも受け継がれることになる。

### 奈良時代

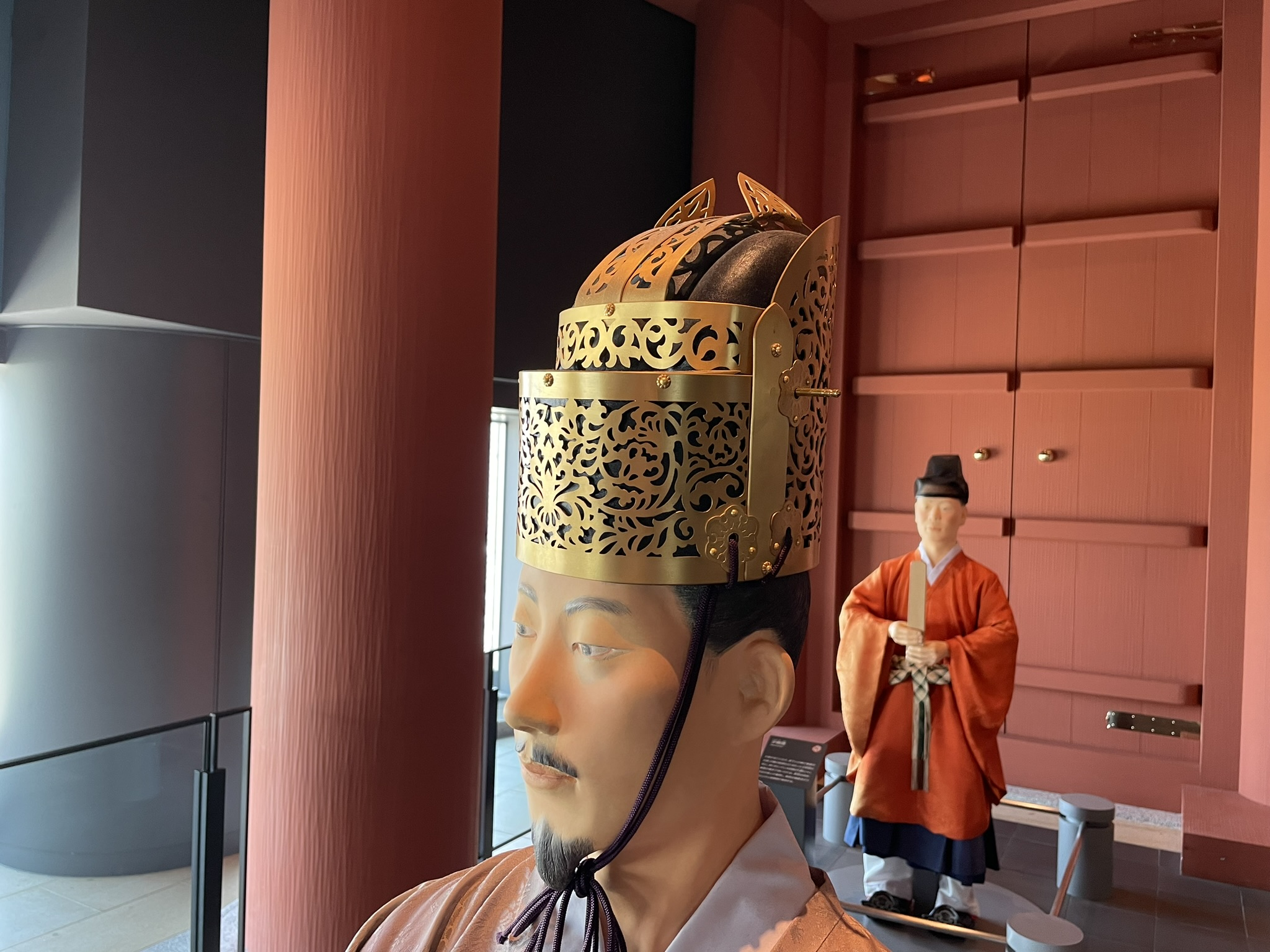
奈良時代の礼服冠（復元）、大阪歴史博物館。中国の進徳冠をモデルに粟田真人の礼冠を復元しているが、冠頂の花飾りは省略されている。

奈良時代の礼冠について、『養老律令』衣服令の礼服の規定の中に、皇太子以下の「礼服冠」に関する記述がある。しかし、具体的な意匠については不明である。

### 平安時代
『貞観儀式』礼服制や『延喜式』式部から、礼冠の詳細を知ることができる。それらによると、たとえば、親王の着用する礼冠は「漆地金装」とあり、漆地は黒漆を塗って羅で作った内冠（巾子）、金装は金もしくは鍍金による外冠を指すと思われる。内冠が三山冠かどうかの記述はない。
内冠の冠頂には水晶3粒、琥碧（こはく）3粒、青玉5粒を居（す）え、白玉8粒を櫛形の上に、紺玉20粒を前後の押鬘の上に立てる。白玉と紺玉は、外冠から茎を立てその先に取り付けた宝玉のことであろう。
『貞観儀式』や『延喜式』では、冠頂に付けた宝玉を「居玉（すえたま）」、茎の先に付けた宝玉を「立玉（たてたま）」と呼び、居玉には茎はなく座があり、立玉には茎も座もあるとしている。座とは宝玉の下に取り付けた花弁形の金属製薄板のことと思われる。
さらに冠の額部に徴（しるし）と呼ばれる像を身分に応じて取り付ける。一品親王は青龍、二品は朱雀、三品は白虎、四品は玄武の如くである。諸王、諸臣の五位以上の礼冠にも、同様に、諸王は鳳、諸臣は麟の徴を付ける。

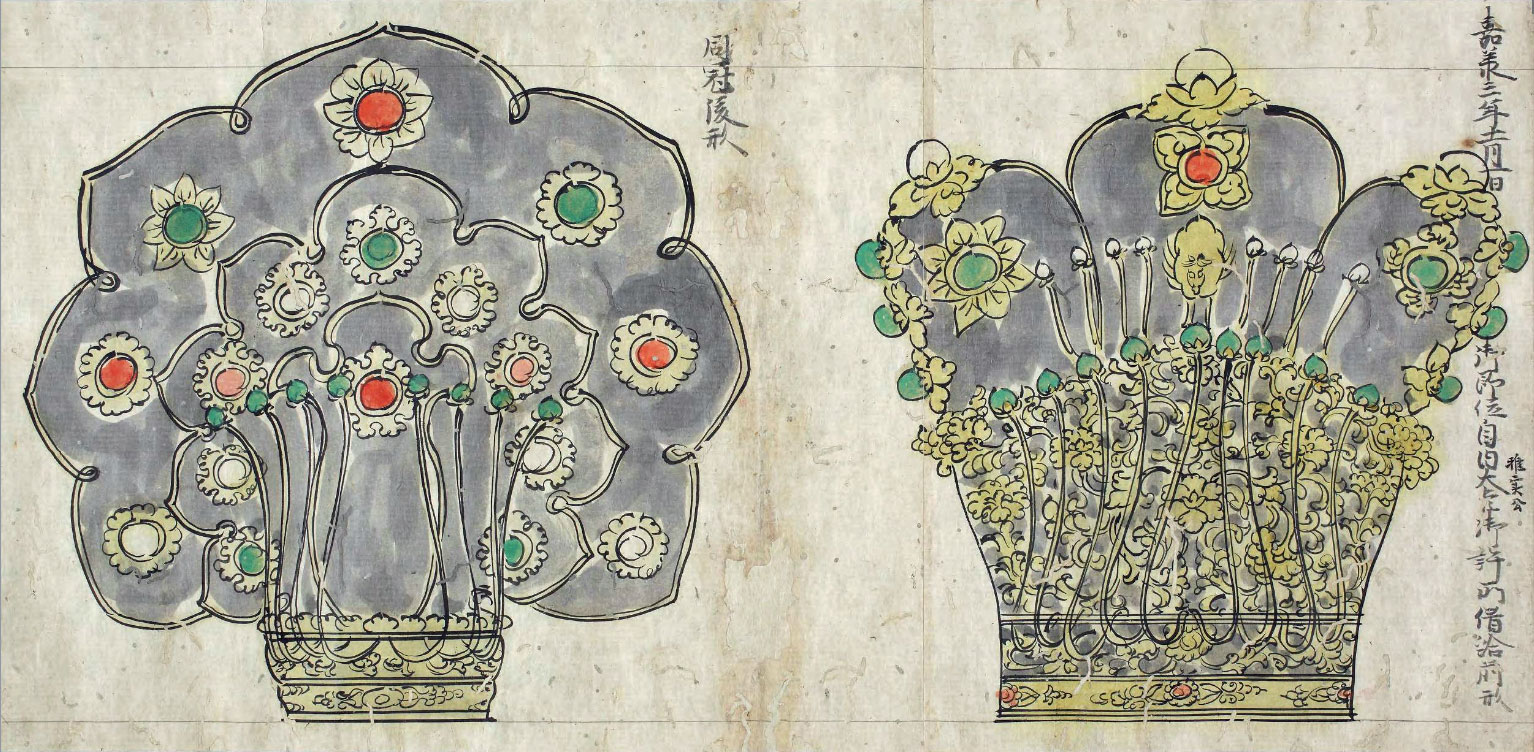
鳥羽天皇の即位礼に使用された礼冠の前部と後部（平安時代末期）

いわゆる『文安御即位調度図』の祖本から分かれた写本の一つ、小槻兼治『即位装束絵図』（応安3年）には、「嘉承三年十一月一日　御即位自内大臣（雅実公）御許所借給前形」、「同冠後形」の説明のある礼冠の前後の絵が描かれている。内容から、嘉承2年（1107年）の鳥羽天皇の即位礼に際して、源雅実から貸与されて使用した礼冠の前後をそれぞれ分けて描いたものと考えられている。

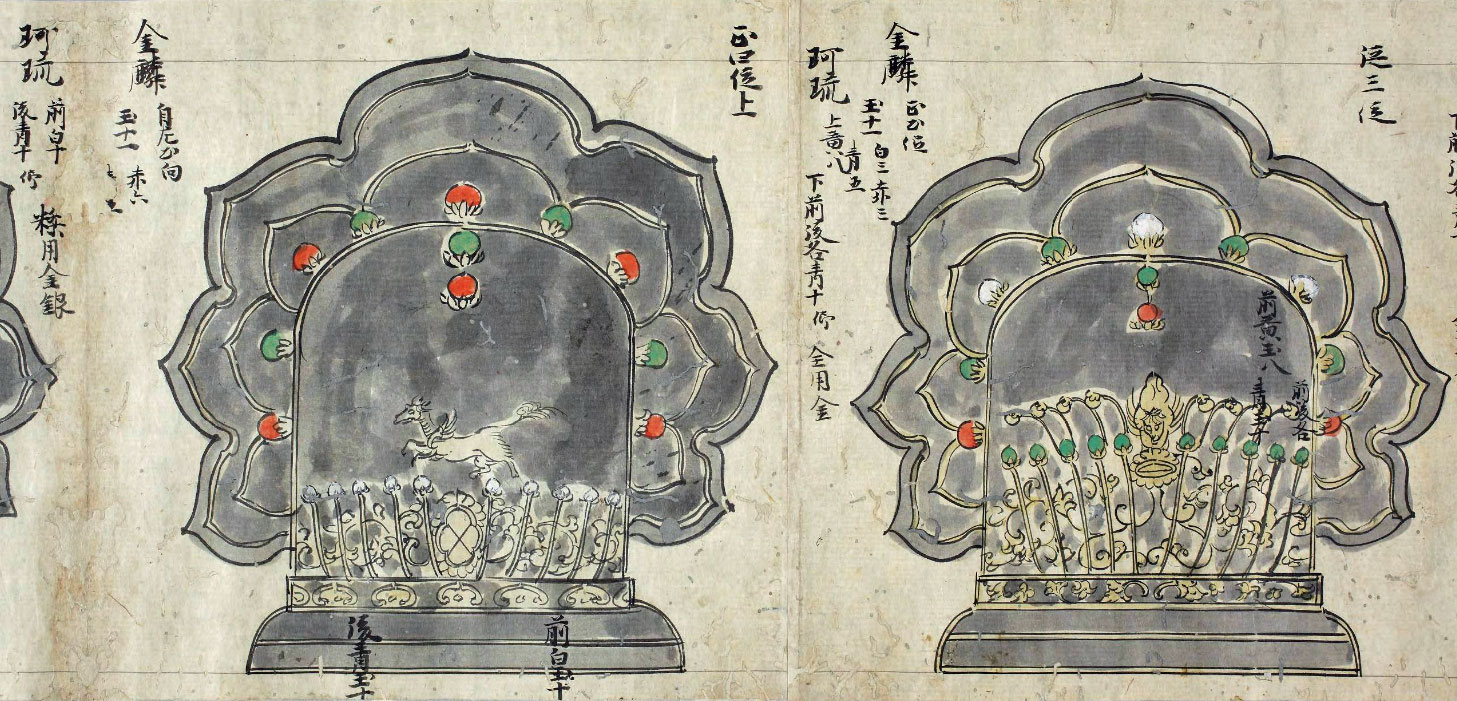
従三位と正四位上の礼冠。『即位装束絵図』より

宝玉を散りばめた三山冠の周りを金属製透かし彫り装飾で囲み、その上下からは茎の付いた立玉が伸び、額には金麟が正面を向いて取り付けられ、さらに冠後部には花弁形の黒色の櫛形が描かれるなど、細部は異なるが平安時代末期の礼冠は基本的に江戸時代のそれと同様の意匠であったことがわかる。
また『即位装束絵図』には、平安時代後期の正一位から従五位下までの各礼冠が描かれている。

### 安土桃山時代
現存する最古の礼冠としては、五条為良が天正14年（1586年）11月25日の後陽成天皇の即位礼に使用したものが京都国立博物館に所蔵されている。冠下部の周囲から針金で作った茎を複数立て、途中、花形の薄板を貫きながら、頂上に貴石を配し、そこからさらに小さな貴石を付けた歩揺が垂下する。

### 江戸時代

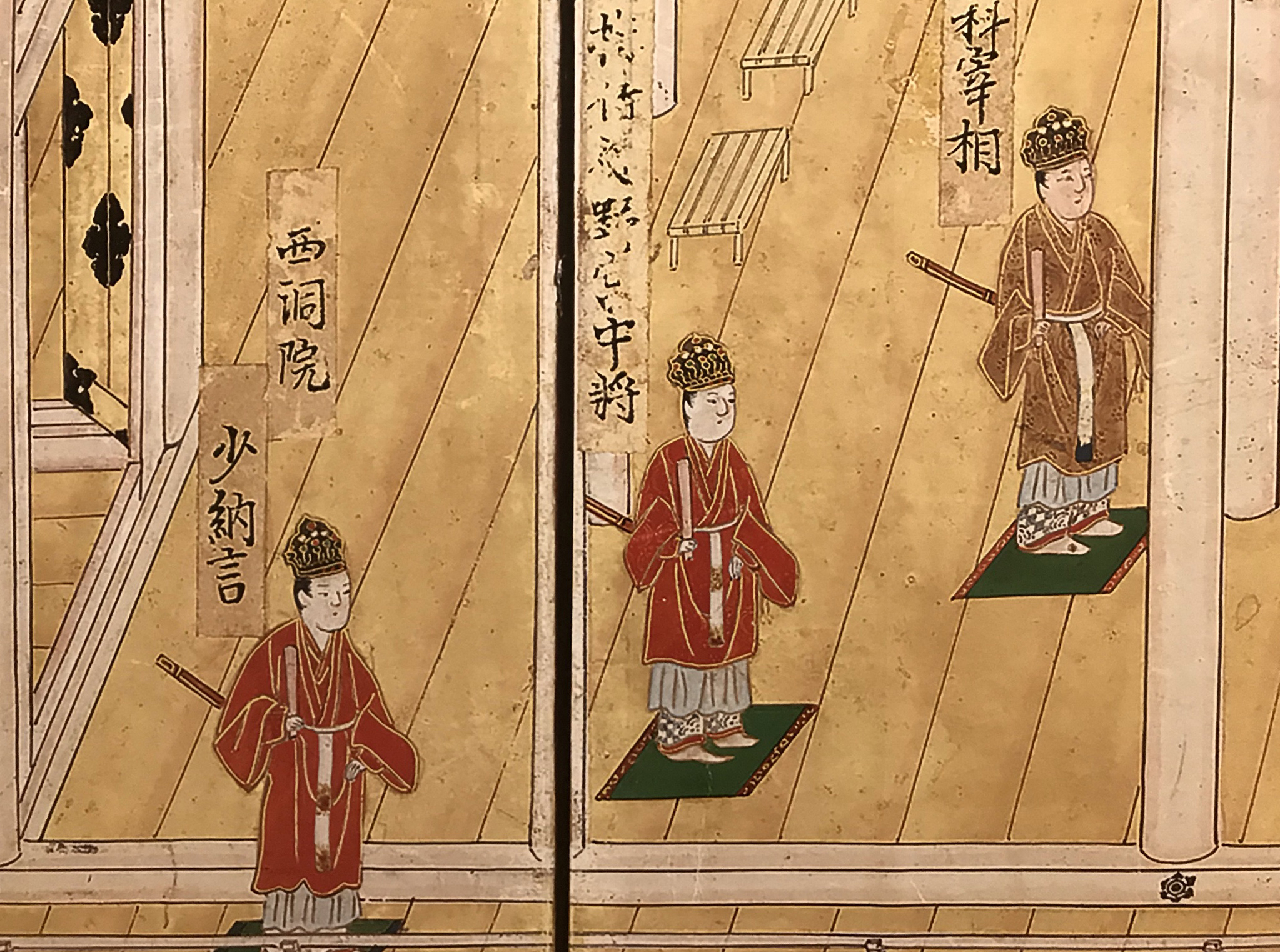
『霊元天皇即位・後西天皇譲位図屏風』より

礼冠は即位の礼にしか着用されなかったが、天皇即位の様子を描いた絵図は、それほど多くはない。狩野永納筆『霊元天皇即位・後西天皇譲位図屏風』（17世紀）には、寛文3年（1663年）4月27日に行われた霊元天皇の即位の礼において、諸臣が礼冠・礼服を着用する姿が描かれている。
描かれた礼冠を見ると、金枠に黒絹を張った光背のような飾りや三山冠の上や茎の先に配された宝玉の飾りがあることがわかる。17世紀の礼冠の特徴を知る上で貴重である。
江戸時代の礼冠としては、京都国立博物館所蔵のもの、冷泉家や水戸徳川家（徳川斉昭）のものが伝えられている。

## 櫛形と押鬘の問題
『貞観儀式』や『延喜式』には、礼冠の各部名称として、櫛形（くしがた）と押鬘（おしかずら）という名称が記されているが、それぞれ冠のどの部分を指すかで諸説がある。
押鬘については、おおむね内冠（三山冠）の周りを囲む金属製の花唐草文様の透かし彫り部分を指すと解されている。
櫛形については、内冠の後部にある金枠と黒の薄絹（紗）からなる光背のような花弁型の飾りを指すとする説、外冠下部の金属製縁辺を指すとする説がある。また、新井白石は、髻（もとどり）をおさめる後世の巾子（こじ）に相当する部分、すなわち内冠を指すという説を唱えている。それによると、古代、髪を挿むものをクシ（櫛）と言い、これが転じてコジ（巾子）になったという。

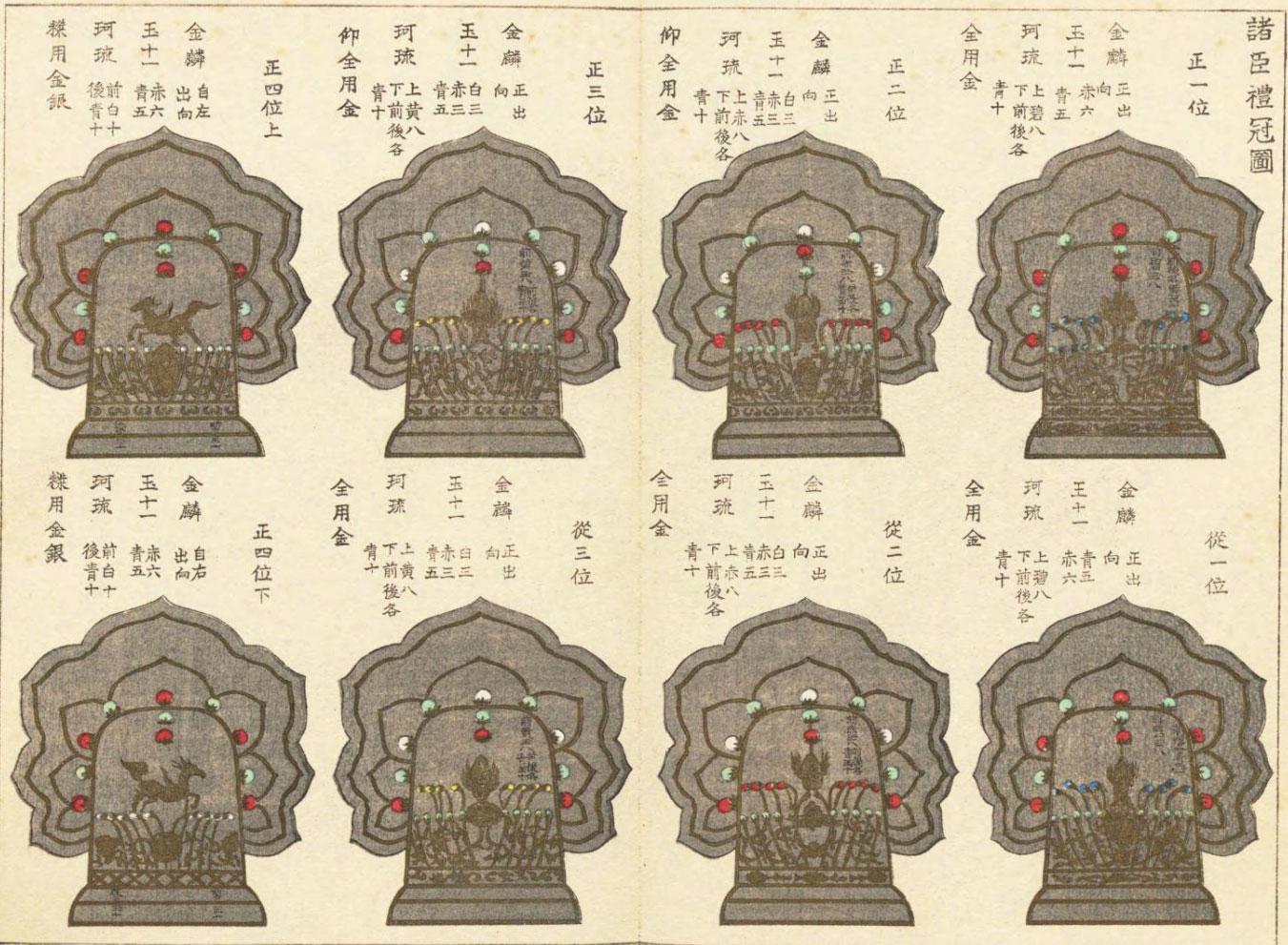
諸臣礼冠図

一方、『即位装束絵図』や「諸臣礼冠図」（田中尚房『歴世服飾考』所収）には、茎の付いた宝玉「立玉」を珂琉（かりゅう）と呼んでいる。
たとえば、諸臣の従三位の礼冠の珂琉の数は「上黄八、下前後各青十」とあり、絵で確認すると、金属製透かし彫りの上辺から伸びている珂琉は黄玉8粒、冠下部から伸びている珂琉は前後各青（緑）玉粒10個（合計20粒）を指していることがわかる。これは『延喜式』の三位の「黄玉八顆を以て櫛形の上に立て」と、自余は二位に准（なら）う、すなわち「緑玉二十顆を以て前後の押鬘の上に立つ」に対応している。
同様に、正四位上の珂琉は「前白十、後青十」とあるが、これは『延喜式』の四位の「白玉十顆を以て前の押鬘の上に立て、青玉十顆を以て後の押鬘の上に立て」と対応している。そして、絵では金属製透かし彫りの上辺から伸びる茎は描かれていないが、これは『延喜式』の四位の「櫛形の上に立てず」に対応している。
それゆえ、元々は櫛形は金属製の花唐草文様の透かし彫り部分を指し、押鬘はその下部にある金属製の冠縁辺を指していた可能性がある。
櫛形とは櫛の背のように中央部が山形に盛り上がっている形をも意味するが、平安時代末期の礼冠の透かし彫り部分は中央が山形に盛り上がっている。そして、『延喜式』には黒羅の光背については言及がないので、のちに付加された可能性がある。

## 位階対応

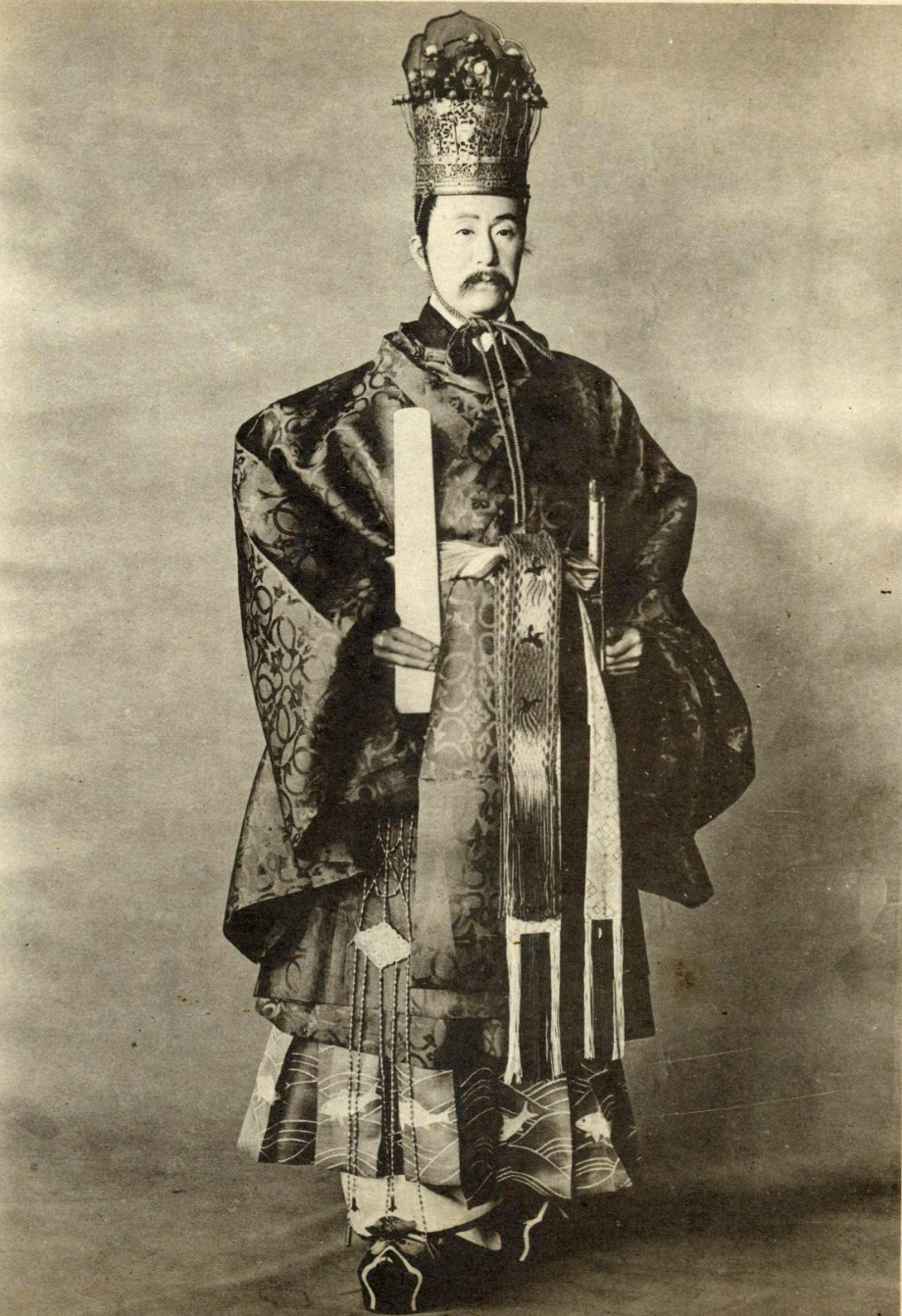
文官の礼冠と礼服

天皇
冕冠といい、礼冠に羅を張った枠を取り付けそこから玉を貫いた糸を垂らすもの。枠の中心には火炎模様に似た飾りをつけた搭形の金具が突き出しており、縁には中心に宝玉をはめ込んだ小さな花形の金具が並ぶ。前面中央には茎を立てて放射状に光を放つ金烏（太陽のシンボルである三本足の烏）を飾り付けた。
女性天皇
『資治通鑑』永昌元年（689年）正月条の萬象神宮の祭祀の記事で「太后服袞冕」とあり、則天武后は男帝と同じ冕冠を使用している。また、平安初期の正倉院の宝物点検記録の『延暦十二年曝凉帳』『弘仁二年官物勘録』に孝謙天皇の礼冠について「禮服御冠二箇(禮冠一箇、有旒。以雜玉餝)」とあるように、奈良時代の女帝の冠も「旒」という冕冠の垂れ飾りがあったらしい。平安後期の『長元礼服御覧記』によれば櫛形が無い小ぶりな冠で、押鬘の上に三つ花の形を作って花枝の形の飾り金具で飾り付けた。正面やや左に鳳を立てるとあるが、注記に右側のものが「落失」したかとあり、この時点であまり保存状態は良くなかったらしい。御物の後桜町天皇の宝冠が現存するが、『長元礼服御覧記』の記事にはあっていない。むしろ能で使われる天冠に似ている。なお、後桜町天皇の宝冠には笄と夾形が添えられており、夾形はみずらを結ぶリボンであることから、このときは御総角に結われたものであろう。
親王
四品以上の親王は金メッキの輪をはめ、冠上部に水晶三粒、琥珀三粒、青玉三粒を取り付ける。櫛形の周囲に飾り付けられた茎の長い花の形の「茎」という宝石台に白玉を各八粒、前後の押鬘の茎に紺玉二十粒をはめる。徴は順に、一品は尾を高く頭を低くし右向きで左を振り返る青龍、二品は右向きで左に振り返る朱雀、三品は尾を巻き上げて頭を低くし右に構える白虎、四品は右向きで後ろを振り返る玄武。
諸王
皆姿勢が違うだけで同じ鳳の徴、三位以上は正位は正面を向いて頭を上げ、従位は正面を向いて項垂れる。正四位の上は左向きで右に顔を向け、下は右向きで左に顔を向ける。従四位及び五位は上は右向きで左に振り返り、下は左向きで右に振り返る。一位の王は金メッキの輪に、琥珀五粒、緑玉六粒を冠に取り付け、櫛形に黒玉八粒を、押鬘に緑玉二十粒をはめる。二位及び三位の王は金メッキの輪に、琥珀五粒、緑玉五粒、白玉一粒を冠に取り付け、赤玉（琥珀）八粒を櫛形に、押鬘に緑玉二十粒をはめる。四位は輪の櫛型・押鬘・茎が金メッキで他は銀メッキ、琥珀五粒、緑玉六粒を冠に取り付け、櫛形には宝玉は無く、押鬘の前に白玉十粒、後ろに青玉十粒をはめる。五位は銀メッキの輪をはめ、押鬘の前に黒玉十粒をはめるほかは四位と同じ。
臣下
徴は麒麟で向きは諸王に準じる。一位は櫛形に紺玉八粒をはめる他は一位の王と同じ。冠に取り付ける玉が緑玉五粒、白玉三粒、赤黒玉三粒になると二位、二位の冠の櫛形に黄玉八粒をはめると三位の冠になる。四位は赤玉六粒、緑玉五粒を冠に取り付けるほかは四位の王と同じ。五位は冠に緑玉五粒、白玉三粒、赤黒玉三粒を取り付けるほかは五位の王と同じ。なお、近世の礼冠は官庫からの貸与品になったため、着用者にあわせて正確に玉の色や徽を変えることができず、規定に合わないものも使用された。『言成卿記』によれば、孝明天皇即位にあたって『延喜式』による改造が図られているが、即位礼直前の参列者交替の分については玉の付け替えができなかったという。